# Nợ công Hoa Kỳ
Nợ công Hoa Kỳ là tổng số nợ của chính phủ liên bang Hoa Kỳ. Số nợ này từ thập niên 1980, ngoại trừ một thời gian ngắn, gia tăng đều đặn, đặc biệt là vào thập niên 2000, phần lớn vì chiến tranh ở Afghanistan và Iraq cũng như vì ảnh hưởng của cuộc khủng hoảng tài chính từ năm 2007. Tính tới ngày 29 tháng 11 năm 2011 số nợ công tổng cộng là 14,46 ngàn tỷ USD tương đương với 98,6 % Tổng sản phẩm nội địa. Tính tới ngày 2 tháng 12 năm 2013 là 17,226 ngàn tỷ USD hay trên 100% GDP. 47% số tiền cho vay là từ các nhà đầu tư ngoại quốc, từ Nhật Bản và Trung Quốc mỗi nước trên 1,1 ngàn tỷ.

Theo Bộ Ngân khố Hoa Kỳ số nợ này gồm hai thành phần và một tổng số:
- Nợ công chúng, đại diện cho tất cả các trái phiếu liên bang nắm giữ bởi các thể chế hoặc các cá nhân bên ngoài chính phủ liên bang, trong đó có nợ nắm giữ bởi Cục Dự trữ Liên bang và các chính quyền tiểu bang và chính quyền địa phương[1];
- Intragovernmental Holdings, đại diện các trái phiếu Mỹ nắm giữa trái phiếu kho bạc được tổ chức trong tài khoản được quản lý bởi chính phủ liên bang, chẳng hạn như các quỹ OASI Trust quản lý của Cục Quản lý An sinh Xã hội;
- Tổng Nợ công tồn động, đó là tổng hợp của các thành phần trên[2].

Tổng nợ công tăng hoặc giảm như là một kết quả của việc thâm hụt hoặc thặng dư ngân sách thống nhất. Thâm hụt hay thặng dư ngân sách chính phủ là giá trị chênh lệch giữa thu và chi tiền mặt của thâm hụt ngân sách liên bang hoặc thặng dư là sự khác biệt tiền mặt của chính phủ, bỏ qua các chuyển giao trong nội bộ chính phủ. Tuy nhiên, có một số chi tiêu (phân bổ bổ sung) thêm vào tổng nợ nhưng bị loại ra khỏi phần còn thiếu. Thâm hụt ngân sách được trình bày trên tiền mặt hơn là một cơ sở tích lũy, mặc dù thâm hụt phương pháp kế toán cung cấp thông tin về những tác động lâu dài của hoạt động hàng năm của chính phủ.
Tổng nợ đã tăng lên trên 500 tỷ đô la Mỹ mỗi năm kể từ năm tài chính 2003, với tăng 1000 tỷ đô la Mỹ trong năm 2008, $ 1,9 nghìn tỷ trong năm 2009, và $ 1,7 nghìn tỷ trong năm 2010. Tại thời điểm ngày 3 tháng 8 năm 2011, tổng nợ công của Hoa Kỳ đạt mức 14,34 nghìn tỷ đô la, trong đó 9,78 nghìn tỷ là nợ tổ chức của công chúng và 4560 tỷ đô la Mỹ được nắm giữ bởi intragovernmental debt holdings. Do cuối quý II năm 2011, GDP của Mỹ là 15.003 nghìn tỷ. Tổng số công cộng tồn động đạt giá trị 100% GDP và nợ của công chúng là 65,2% GDP. Cùng với thâm hụt ngân sách, nợ này là một trong những lý do được đưa ra bởi Standard & Poor's hạ cấp triển vọng tín dụng Hoa Kỳ xuống mức AA + từ mức AAA, với triển vọng tiêu cực trong 12-18 tháng tới, vào ngày 5 tháng 8 năm 2011. Ngày 06 Tháng tám 2011 Standard and Poors hạ cấp tín dụng của Hoa Kỳ đánh giá nợ có chủ quyền AA + cho lần đầu tiên trong lịch sử của quốc gia này
Thâm hụt ngân sách chính phủ không nên nhầm lẫn với thâm hụt thương mại, mà là sự khác biệt giữa nhập khẩu ròng và xuất khẩu ròng.
Cho đến hiện nay, ngày 16 tháng 12 năm 2009 đánh dấu sự bắt đầu của thời kỳ tuần dài trong lịch sử của giới hạn nợ khi trần nợ vượt quá giới hạn theo luật định được ban hành bởi Quốc hội Hoa Kỳ. Đó là trong thời gian này, Bộ Ngân khố Hoa Kỳ gọi việc sử dụng "công cụ kế toán bất thường" mà sau đó có thể sử dụng để cung cấp cho chính phủ một phạm vi của $ 150 tỷ mà sau đó được sử dụng để thanh toán các nghĩa vụ tồn đọng của họ.
Trong Quốc hội Hoa Kỳ hiện nay có một số bất đồng giữa Đảng Dân chủ và Đảng Cộng hòa về nợ công Hoa Kỳ. Ngày 02 tháng 8 năm 2011, Tổng thống Barack Obama ký thành luật Đạo luật kiểm soát ngân sách năm 2011, ngăn ngừa một khả năng vỡ nợ có thể xảy ra.